# تريبانوسوما كروزية
المثقبية الكروزية أو تريبانوسوما كروزية (بالإنجليزية: Trypanosoma cruzi)‏ هو نوع من طفيليات اليوغلينية من بين الأوليات، على نحو خاص المثقبيات تثقب أنسجة كائن حي آخر وتتغذى على الدم (في المقام الأول) وكذلك اللمف وهذا السلوك يسبب المرض أو احتمال الإصابة بالمرض الذي يختلف من كائن حي إلى آخر: على سبيل المثال: داء المثقبيات عند الإنسان (داء شاغاس في أمريكا اللآتينية)، الدورين والسورا لدى الأحصنة.